# Julieta Campos
Julieta Campos (* 8. Mai 1932 in Havanna; † 5. September 2007 in Mexiko-Stadt) war eine mexikanische Schriftstellerin und Übersetzerin kubanischer Herkunft.

## Leben
Julieta Campus lernte während ihres Studiums an der Universität von Havanna den mexikanischen Politiker und Schriftsteller Enrique González Pedrero kennen und heiratete ihn kurze Zeit später. Als ihr Ehemann zurück in sein Heimatland ging, begleitete sie ihn. Zwischen 1978 und 1982 leitete Campos die mexikanische Schriftstellervereinigung P.E.N.
1983 gewann ihr Ehemann die Gouverneurswahlen von Tabasco, sie wohnten bis 1987 in der Hauptstadt Villahermosa. Während dieser Zeit fungierte Campos für den mexikanischen Verlag Fondo de Cultura Económica (FCE), der zahlreiche sozialwissenschaftliche Forschungen aus Deutschland in Lateinamerika bekanntmachte, als Übersetzerin.
Der Politiker Andrés Manuel López Obrador berief sie 2000 als Leiterin der Tourismusbehörde in sein Kabinett.
Im Alter von 75 Jahren starb Julieta Campos im September 2007 an den Folgen einer Krebserkrankung in Mexiko-Stadt und fand dort auch ihre letzte Ruhestätte.

## Ehrungen
- 1974 Premio Xavier Villaurrutia für ihren Roman „Tiene los cabellos rojizos y se llama Sabina“

## Werke (Auswahl)
- Bajo el signo de IX bolon. Fondo de Cultura Económica, Villahermosa 1988, ISBN 978-968-889-112-4.
- La forza del destino. Alfaguara, Mexiko 2004, ISBN 968-19-1312-4.
- El lujo de sol. Fondo de Cultura Económica, Villahermosa 1988.
- ¿Qué hacemos con los pobres? La reiterada querella por la nación. 3. Aufl. Aguilar, Mexiko 1996, ISBN 968-19-0256-4.
- Reunión de Familia. Fondo de Cultura Económica, Villahermosa 1997, ISBN 968-16-4964-8.
- Tabasco, un Jaguar despertado. Alternativas para la pobreza. Aguilar, Mexiko 1996, ISBN 968-19-0296-3.
- Tiene los cabellos rojizos y se llama Sabina. 2. Aufl. Mortiz, Mexiko 1978, ISBN 968-27-0027-2.